# Завожик
Завожик — деревня в Добрянском районе Пермского края. Входит в состав Добрянского городского поселения.

## География
Расположена примерно в 6,5 км к северо-востоку от райцентра, города Добрянка.

## Население
| 2010 |
| ---- |
| 80   |

## Улицы
- Заречная ул.
- Луговая ул.
- Полевая ул.
- Садовый пер.

## Топографические карты
- Лист карты O-40-53 Доьрянка. Масштаб: 1 : 100 000. Издание 1977 г.